# Ludwig Kübler
Ludwig Kübler, nemški general, * 2. september 1889, † 18. avgust 1947.